# Krasne (gmina Giby)
Krasne – wieś w Polsce położona w województwie podlaskim, w powiecie sejneńskim, w gminie Giby.
| SIMC    | Nazwa         | Rodzaj    |
| ------- | ------------- | --------- |
| 1011371 | Krasne Borowe | część wsi |

W latach 1975–1998 miejscowość należała administracyjnie do województwa suwalskiego.